# Ali Münif Yeğenağa
Ali Munif Yeğenağa (Adana, 1874-1950) fou un governador i ministre otomà natural d'Adana. El seu nom otomà era Ali Munif i va adoptar el cognom Yeğenağa amb la república el 1934.
Membre del Comitè Unió i Progrés va ocupar algunes posicions menors fins que el setembre de 1915 fou nomenat governador del Mont Líban (modern Líban) al lloc d'Ohannes Kyumjiyan, un armeni catòlic. Va exercir el càrrec fins al maig de 1916, i quan fou cridat els notables locals van protestar; a Istanbul va treballar per Mehmet Talat Paşa i fou nomenat ministre de Treballs Públics quan Talat fou nomenat gran visir en el govern de Talat el 4 de febrer de 1917. El desembre fou elegit diputat en una elecció parcial poc després d'haver-se casat.
L'octubre de 1918 va dimitir com al resta del govern i el gener del 1919 fou arrestat, empresonat i enviat en exili a Malta, però va poder tornar a Istanbul l'abril de 1921. Va anar a Adana i va organitzar la resistència a l'ocupació francesa de Cilícia, i al marxar els francesos fou elegit alcalde d'Adana. L'octubre de 1923 es va proclamar la república i va ser llavors diputat per Mersin pel Partit Republicà del Poble (PRP). No fou processat en la conspiració d'Izmir de 1926 dels antics unionistes, ja que el seu perfil polític aleshores era poc destacat, però un amic seu fou penjat. Va donar suport al Partit Lliure del seu amic Ali Fethi (Okyar), al que no va ingressar i el PRP el va eliminar de les seves llistes a la següent elecció, si bé fou elegit com independent; però va refusar la seva elecció si no era rehabilitat; el PRP el va acceptar i després fou elegit a les seves llistes fins al 1946 quan fou l'electe més vell.
Va morir el 3 de març de 1950.